# Go Ahead in het seizoen 1959/60
Het seizoen 1959/1960 was het zesde jaar in het bestaan van de Deventerse betaaldvoetbalclub Go Ahead. De club kwam uit in de Eerste divisie B en eindigde daarin op de 10e plaats.

## Wedstrijdstatistieken

### Eerste divisie B
|        | AGOVV | Alkmaar '54 | D.F.C. | DHC   | De Graafschap | Eindhoven | Helmondia '55 | Heracles | Hermes DVS | Leeuwarden | Limburgia | RBC   | RCH   | SHS   | VSV   | ZFC   |
| ------ | ----- | ----------- | ------ | ----- | ------------- | --------- | ------------- | -------- | ---------- | ---------- | --------- | ----- | ----- | ----- | ----- | ----- |
| Thuis4 | 1 – 4 | 2 – 1       | 3 – 2  | 3 – 2 | 2 – 1         | 4 – 1     | 6 – 0         | 0 – 2    | 3 – 1      | 2 – 1      | 3 – 1     | 3 – 4 | 4 – 3 | 1 – 2 | 1 – 2 | 2 – 0 |
| Uit    | 2 – 0 | 5 – 2       | 4 – 1  | 0 – 3 | 2 – 2         | 3 – 3     | 1 – 0         | 2 – 1    | 1 – 1      | 4 – 2      | 4 – 0     | 2 – 2 | 1 – 1 | 2 – 1 | 0 – 0 | 2 – 3 |

## Statistieken Go Ahead 1959/1960

### Eindstand Go Ahead in de Nederlandse Eerste divisie B 1959 / 1960
| Stand | Gespeeld | Gewonnen | Gelijk | Verloren | Punten | Doelpunten voor | Doelpunten tegen |
| ----- | -------- | -------- | ------ | -------- | ------ | --------------- | ---------------- |
| 10e   | 32       | 13       | 6      | 13       | 32     | 62              | 62               |

### Topscorers
| Competitie \| # \| Naam \| \| \| ------ \| ------------------ \| -- \| \| 1. \| Willy Mos \| 15 \| \| 2. \| Gerrit Niehaus \| 10 \| \| 3. \| Henk ten Brink \| 8 \| \| 4. \| Jan Scherpenhuizen \| 7 \| \| 5. \| Joop Butter \| 6 \| \| 5. \| Jan ten Wolde \| 6 \| \| 7. \| Henk van Brussel \| 5 \| \| 8. \| Piet Jager \| 4 \| \| 9. \| Dick Faber \| 1 \| \| Totaal \| Totaal \| 62 \| |                    |      |
| # | Naam               | Goal |
| 1. | Willy Mos          | 15   |
| 2. | Gerrit Niehaus     | 10   |
| 3. | Henk ten Brink     | 8    |
| 4. | Jan Scherpenhuizen | 7    |
| 5. | Joop Butter        | 6    |
| 5. | Jan ten Wolde      | 6    |
| 7. | Henk van Brussel   | 5    |
| 8. | Piet Jager         | 4    |
| 9. | Dick Faber         | 1    |
| Totaal | Totaal             | 62   |